# João Pinheiro
João Pinheiro, amtlich portugiesisch Município de João Pinheiro, ist eine Stadt im brasilianischen Bundesstaat Minas Gerais. Sie hatte mit Stand der Schätzung vom Juli 2021 eine Einwohnerzahl von 47.990, die Pinheirenser genannt werden und auf einer Gemeindefläche von rund 10.727 km² leben. Sie steht an 76. Stelle der 853 Gemeinden in Minas Gerais bei der Bevölkerungszahl. Die im Verhältnis zur Bewohnerzahl stehende große Gemeindefläche, die größte in Minas Gerais, führt zu einer rechnerischen Dichte von 4,2 Personen pro km², etwa 80 % der Bevölkerung lebt im urban bebauten Kern des Munizips, der etwa 9,7 km² umfasst.

## Name der Stadt
Die Gemeinde erhielt am 30. August 1911 Selbstverwaltungsrechte als Munizip und befindet sich im Nordwesten von Minas Gerais. Der Name der Stadt wurde zu Ehren des ehemaligen Präsidenten von Minas Gerais João Pinheiro da Silva vergeben.

## Geografische Lage
João Pinheiro ist die größte Gemeinde im Nordwesten Minas’, sie hat einen einfachen Zugang von der BR-040, der wichtigen Verbindung zwischen der Hauptstadt Brasília, etwa 288 km entfernt, und zur Landeshauptstadt Belo Horizonte, etwa 329 km entfernt. Der nächstgelegene Regionalflughafen Aeroporto de Araxá liegt etwa 218,5 km entfernt.
Das Biom ist überwiegend Cerrado.
Umliegende Gemeinden sind Presidente Olegário, Lagoa Grande, Paracatu, Unaí, Brasilândia de Minas, Buritizeiro und São Gonçalo do Abaeté.
Bis 1995 betrug die Gemeindefläche 14.451 km², sie verlor etwa ein Viertel davon, als die Gemeinde Brasilândia de Minas 1995 als eigene Stadt ausgegliedert wurde. João Pinheiro ist etwa viermal so groß wie das Saarland.

## Geschichte
Erste Bewohner der Gegend waren Indios vom ausgestorbenen Stamm der Cataguás. Später kamen entlaufene Sklaven aus den Minen von Paracatu und Goiás hinzu.
Um 1818 entstand ein kleines Dorf, das von Bandeirantes und Tropeiros, den wandernden Viehtreibern und Fuhrleuten, die das Land durchstreiften, gegründet wurde, welche sich auf dem Weg zum Gebiet des Kapitanats Goiás (Capitanía de Goiás) befanden. Einige von ihnen ließen sich auf einem Hügel im Gebiet der heutigen Gemeinde nieder, angezogen durch die Viehzucht und die Entdeckung von Diamanten im Fluss Rio Santo Antônio.
Die Stadt erhielt den Namen Sant’ Ana dos Alegres, dies war einer der frühen Namen des primitiven Lagers, das seinerzeit zum Bistum Pernambuco, heute das Erzbistum Olinda e Recife, gehörte. Der mündlichen, nicht verbürgten Überlieferung zufolge, gab es einen Curraleiro-Ochsen, Alegre geheissen, der in der Nähe der Stelle lebte. Dieser ging oft ins Lager, dem Arraial, und blieb dort die ganze Nacht über und brüllte, eine andere Version erzählt, er blieb dort stundenlang stehen. Diese Angewohnheit faszinierte jeden und dieser soll somit die Namensherkunft des Lagers bilden.
Im Jahre 1873 wurde das mittlerweile zum Dorf gewachsene Lager mit den umliegenden Ländereien zum Distrikt von Paracatu als Distrito de Santana dos Alegres. 1911 erfolgte dann die Erhebung zur Stadt, die Ausgliederung aus Paracatu und die Umbenennung zum heutigen Namen als Município de João Pinheiro.

## Klima
Das regionale Klima ist typisch für tropische Art, mit heißen, feuchten Sommern und kalten, trockenen Wintern. Der feuchteste Zeitraum umfasst die Monate Dezember bis Februar. Der trockenste Zeitraum umfasst die Monate Juni bis August. Die durchschnittliche Gesamtniederschlagsmenge beträgt 1300 mm, von denen sich etwa 70 % auf den Sommer konzentrieren. Die thermischen Durchschnittswerte zeigen eine Maximaltemperatur von 28,6 °C, eine Mindesttemperatur von 15,6 °C und durchschnittliche Werte über Jahr gesehen von 23,9 °C.
Nach Angaben des Nationalen Instituts für Meteorologie (Inmet), betrug die niedrigste in João Pinheiro aufgezeichnete Temperatur 3,8 °C, diese wurde am 23. Juli 1973 gemessen. Die höchste gemessene Temperatur am 6. Oktober 2005 betrug 39,8 °C. Die höchste kumulierte Niederschlagsmenge in 24 Stunden wurde am 17. Dezember 2011 aufgezeichnet und betrug 152,0 mm.

## Kultur
In der Stadt werden einige traditionelle Feste gepflegt: Das Cowboy-Festival im April, ein Stadtfest im September und der Karneval im Oktober, außerhalb der eigentlichen Karnevalsaison.

## Stadtverwaltung
Die Exekutive wird seit der Kommunalwahl in Brasilien 2016 von Edmar Xavier Maciel des Partido Democrático Trabalhista (PDT) für die Amtszeit 2017 bis 2020 ausgeübt. Er wurde bei der Kommunalwahl 2020 für die Amtszeit von 2021 bis 2024 wiedergewählt.
Die Legislative liegt bei einem Stadtrat (câmara municipal) aus 13 gewählten Vertretern (vereadores).
Der Munizip ist seit 1983 in sieben Distrikte gegliedert: João Pinheiro, Caatinga, Canabrava, Luizlândia, Olhos d’Água do Oeste, Santa Luzia da Serra und Veredas. 

## Bevölkerungsentwicklung
| Jahr | Einwohner | Stadt  | Land   |
| --- | --------- | ------ | ------ |
| 1991 | 40.674    | 28.182 | 12.492 |
| 2000 | 41.368    | 32.424 | 8.944  |
| 2010 | 45.260    | 36.761 | 8.499  |
| 2021 | 47.990    | ?      | ?      |
| Hier fehlt eine Grafik, die leider im Moment aus technischen Gründen nicht angezeigt werden kann. Wir arbeiten daran! |           |        |        |

Quelle: IBGE (2011)

## Ethnische Zusammensetzung
Ethnische Gruppen nach der statistischen Einteilung des IBGE (Stand 2000 mit 41.368 Einwohnern, Stand 2010 mit 45.260 Einwohnern):
| Gruppe      | Anteil 2000 | Anteil 2010 | Anmerkung                        |
| ----------- | ----------- | ----------- | -------------------------------- |
| Brancos     | 20.341      | ▼ 15.601    | Weiße, Nachfahren von Europäern  |
| Pardos      | 17.330      | ▲ 23.310    | Mischrassige, Mulatten, Mestizen |
| Pretos      | 3.314       | ▲ 5.207     | Schwarze                         |
| Amarelos    | 154         | ▲ 1.091     | Asiaten                          |
| Indígenas   | 68          | ▼ 51        | indigene Bevölkerung             |
| ohne Angabe | 161         | –           |                                  |

Quelle: SIDRA

## Durchschnittseinkommen und Lebensstandard
Das monatliche Durchschnittseinkommen betrug 2017 den Faktor 1,9 des brasilianischen Mindestlohns (Salário mínimo) von R$ 880,00 (umgerechnet rund 378 €). Der Index der menschlichen Entwicklung (HDI) ist mit 0,697 für 2010 als im Mittel liegend eingestuft. 2017 waren 12.196 Personen oder 25 % der Bevölkerung als fest im Arbeitsverhältnis stehend gemeldet, 35,4 % der Bevölkerung hatten 2010 ein Einkommen von der Hälfte des Minimallohns.
Das Bruttosozialprodukt pro Kopf betrug 2017 29.986,86 R$, das Bruttosozialprodukt der Gemeinde belief sich 2017 auf 146.188.936,00 R$.

## Analphabetenquote
João Pinheiro hatte 1991 eine Analphabetenquote von 29,75 %, die sich bei der Volkszählung 2010 bereits auf 13,9 % reduziert hatte. Rund 25,6 % der Bevölkerung waren 2010 Kinder und Jugendliche bis 15 Jahre.

## Söhne und Töchter
- Heurelho Gomes (* 1981), Fußballtorhüter
- Vicente de Paula Tavares (* 1972), römisch-katholischer Geistlicher, Weihbischof in Brasília